# Dème de Thasos
Le dème de Thasos, en grec moderne : Δήμος Θάσου / Dímos Thásou, est un dème sur l'île du même nom, en Macédoine-Orientale-et-Thrace, Grèce. 
Selon le recensement de 2011, la population du dème compte 13 770 habitants.
Le siège du dème est la ville de Liménas, également appelée Thasos.